# Cesira
Cesira  è un nome proprio di persona italiano femminile.

## Varianti
- Femminili: Cesiria[1]
- Maschili: Cesiro[2], Cesirio[1][2]

## Origine e diffusione
Nome dall'origine dubbia, avvicinabile forse a Cesio o forse a Cesaria, con la parte finale variata sul modello di altri nomi quali Elvira e Palmira.
Sebbene esista una forma maschile, il nome è diffuso quasi esclusivamente al femminile; negli anni 1970 se ne contavano circa ventiseimila occorrenze, di cui un quarto in Lombardia e le restanti sparse in tutta Italia. La ragione di tale popolarità rimane comunque inspiegata, dato che il nome non è supportato da personaggi storici, letterari o religiosi.

## Onomastico
L'onomastico si può festeggiare il 12 gennaio in memoria di santa Cesaria, detta anche Cesira da alcune fonti, sorella di san Cesario, badessa ad Arles.

## Persone

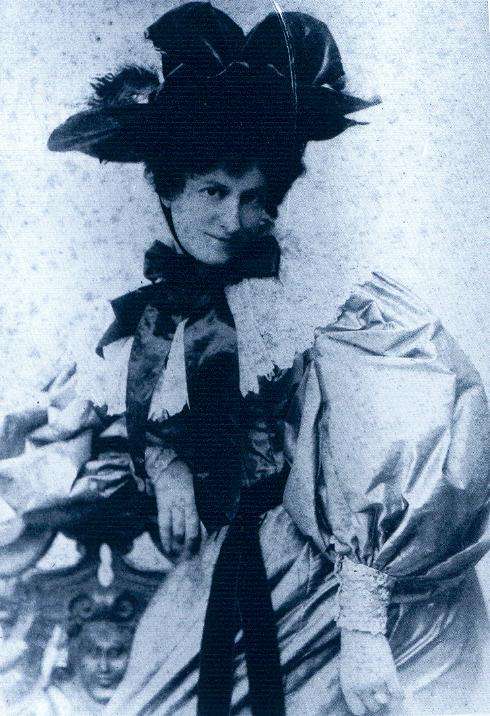
Cesira Ferrani

- Cesira Bacchiani, cantante lirica italiana
- Cesira Ferrani, soprano e insegnante di canto italiana
- Cesira Ferrari, soprano italiano
- Cesira Pozzolini, scrittrice e filantropa italiana

## Il nome nelle arti
- Cesira la manicure è un personaggio comico interpretato da Franca Valeri.
- Cesira Colombo è un personaggio del film del 1955 Il segno di Venere, diretto da Dino Risi.
- Cesira è il principale personaggio femminile del film del 1958 Ladro lui, ladra lei, diretto da Luigi Zampa.
- Cesira è un personaggio del film del 1960 La ciociara, diretto da Vittorio De Sica.
- Cesira Gallettoni è la gallina veneta madre di Calimero.
- Cesira La Talpa è un personaggio della serie a fumetti e animata Lupo Alberto.
- Cesira Perelli è un personaggio della commedia Na santarella di Eduardo Scarpetta.